# 21495 Feaga
21495 Feaga este un asteroid din centura principală de asteroizi.

## Descriere
21495 Feaga este un asteroid din centura principală de asteroizi. A fost descoperit pe 1 mai 1998 la Stația Anderson Mesa în cadrul programului LONEOS. Asteroidul prezintă o orbită caracterizată de o semiaxă mare de 2,27 ua, o excentricitate de 0,17 și o înclinație de 8,9° în raport cu ecliptica.